# Henry Hall
Henry Edgar Hall FRS é um físico britânico.
É professor emérito de criogenia da Universidade de Manchester. Recebeu a Guthrie Medal and Prize de 2004. Hall obteve o Ph.D. em 1957 no Emmanuel College, com a tese the rotation of liquid helium II. Trabalhou na Universidade de Manchester, de 1958 a 1995, aposentando-se então.